# Revue d'Alsace
La Revue d'Alsace est un périodique français d'histoire régionale. Elle a été fondée en 1834, à Strasbourg, puis a revu le jour en 1850 à Colmar. Elle a été publiée sans interruption majeure depuis cette date, hormis pendant les deux guerres mondiales, et de façon irrégulière dans la deuxième moitié des années 1960 et les années 1970. Elle relève de la Fédération des sociétés d'histoire et d'archéologie d'Alsace depuis 1952 et paraît tous les ans depuis 1979. En 2024, la collection totalise 150 volumes.

## Historique

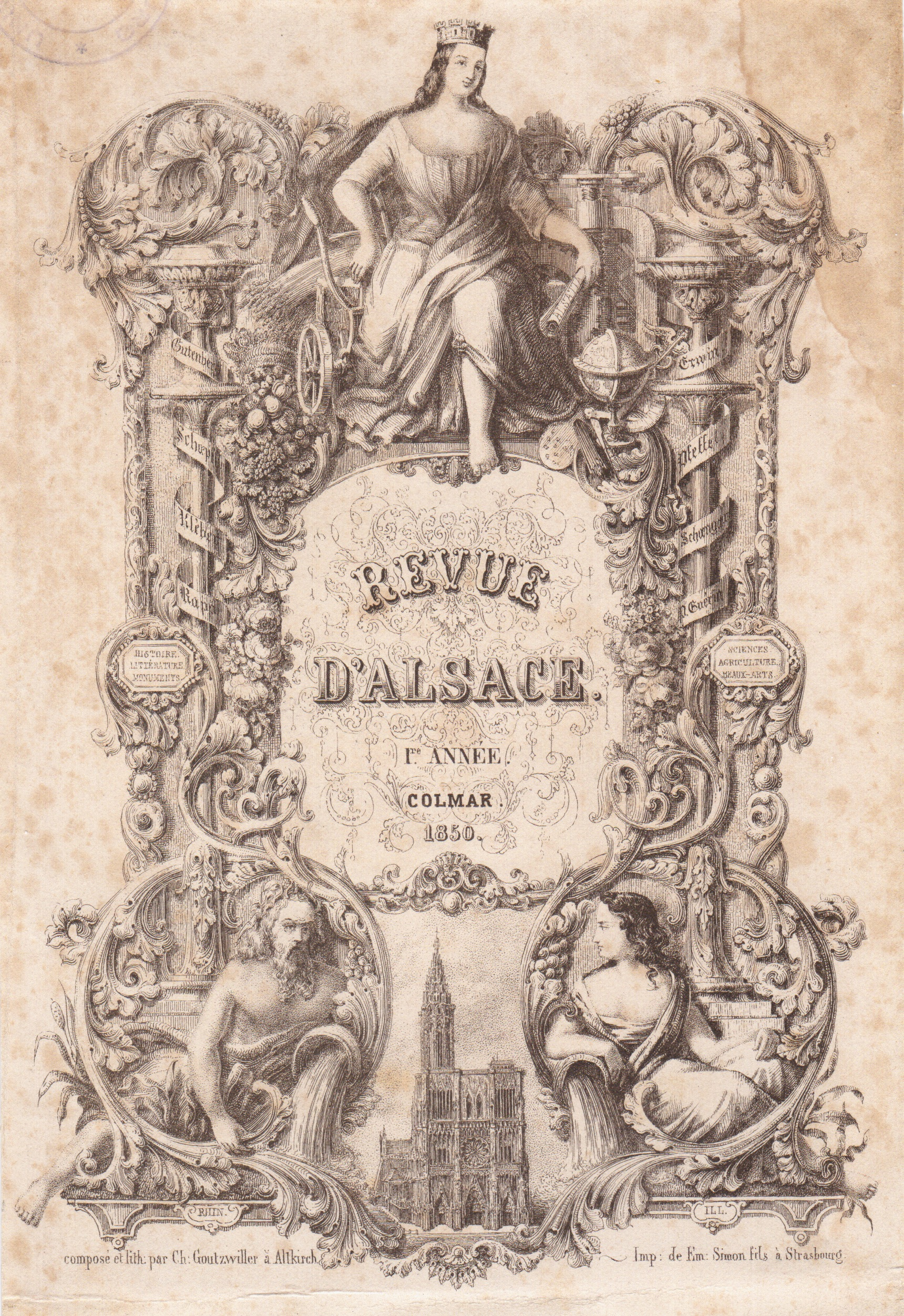
Couverture de la Revue d'Alsace de 1850.

La Revue d'Alsace se présente comme « le plus ancien périodique français d'histoire régionale ». Elle a été fondée sous la monarchie de Juillet par quelques intellectuels strasbourgeois qui protestaient contre la centralisation et paraît de 1834 à 1837 sous la forme et le format qui sont encore les siens aujourd'hui. Après quelques années d'interruption, la revue est refondée sous la Deuxième République à Colmar en 1850. Elle est alors, face à l'essor de la recherche historique allemande, « à la fois le passeur de la nouvelle histoire culturelle allemande et le vecteur de la recherche historique en langue française sur l'Alsace ». Après l'annexion de l'Alsace à l'Empire allemand par le traité de Francfort de 1871, la revue est délocalisée à Belfort, puis à Paris et Nancy, où elle poursuit sa mission, alors qu'une série de propriétaires et de rédacteurs se succèdent à sa tête. Après le retour de l'Alsace à la France en 1918-1919, elle revient à Colmar où elle réunit le monde enseignant et judiciaire de l'Alsace dans la recherche et la publication en histoire de l'Alsace. Sa publication, interrompue par la Seconde Guerre mondiale, reprend en 1947 sous la direction de l'archiviste François J. Himly. Elle devient officiellement l'organe de la Fédération des sociétés d'histoire et d'archéologie d'Alsace en 1979. C'est à cette date qu'elle prend ses traits contemporains.

## Ligne éditoriale
La Revue d'Alsace se donne pour but d'être «la vitrine de la recherche historique menée dans la région aussi bien que sur la région » et se veut « le reflet de la recherche historique contemporaine sur l'histoire de l'Alsace » tout en étant « exemplaire sur le plan scientifique et pédagogique ».
La Revue d'Alsace a un « statut singulier » parmi les grands périodiques français d'histoire régionale puisqu'il s'agit d'une revue scientifique relevant d'une association fédérative et non d'une université ou d'une équipe de recherche. Elle est néanmoins dotée d'un comité de rédaction coiffé par un conseil scientifique composés d'enseignants-chercheurs et chercheurs des universités d'Alsace, d'archivistes, bibliothécaires et conservateurs de musées, ainsi que d'historiens locaux appartenant aux nombreuses sociétés d'histoire et d'archéologie de la région avec lesquelles elle fait le lien. Leur travail est entièrement bénévole.
Chaque volume de la revue se compose de quinze à vingt articles scientifiques, de positions de thèses et de comptes rendus critiques d'ouvrages relatifs à l'histoire de l'Alsace, du sommaire des publications des sociétés d'histoire et d'archéologie d'Alsace parues dans l'année, et d'un bulletin des activités de la Fédération des sociétés d'histoire et d'archéologie d'Alsace.
Depuis les années 2000, la revue alterne volumes thématiques et varias ou volumes mixtes composés d'un dossier thématique et de mélanges. Les articles abordent des sujets très variés et portent sur toutes les périodes, du néolithique à l'époque contemporaine. La revue, publiée en français, est néanmoins ouverte aux contributions en langue allemande. Tous les articles font l'objet de résumés français, allemand et anglais.
La revue est tirée à 700 exemplaires papier en moyenne.

## Liste des rédacteurs en chef depuis la Seconde Guerre mondiale
- François J. Himly (1947-1978)
- Dominique Lerch (1979-1984)
- Georges Bischoff (1985-2001)
- François Igersheim (2002-2012)
- Claude Muller (2013-2014)
- Nicolas Lefort (2015-2024)